# Katarina I., ruska carica
Katarina I. (Jēkabpils, Latvija, 15. travnja 1684. – Sankt-Peterburg, 17. svibnja 1727.), ruska carica od 1725. godine.

## Ruska Kleopatra
Otac buduće carice je bio litvanski kmet Samuilo Skavronski. Zahvaljujući svojoj ljepoti Katarina napušta kmetski stalež i udaje se za pripadnika švedske konjaničke jedinice. Tijekom Švedsko-ruskog rata 25. kolovoza 1702. godine grad Marienburg u kojemu je živjela pada u ruske ruke, a njen muž najvjerojatnije gine. Po tipičnom tadašnjem običaju grad je bio prepušten na milost i nemilost vojnika tijekom tri dana. Po završetku toga perioda ruski feldmaršal Šeremetov koji tada ima 50 godina je trebao među predstavljenim ženama izabrati svoj ratni trofej. Izbor je pao na Katarinu koju potom vodi sa sobom. Kako mu je ubrzo dosadila on ju šalje knezu Menšikovu, bliskom prijatelju Petra Velikog, čija postaje ljubavnica. U tom kućanstvu ju zamjećuje sam car koji ju potom odvodi u svoju palaču. 

## Careva supruga
Kako se Petar bio duboko emotivno vezao za Katarinu on ju 1705. godine preobraća na pravoslavnu vjeru što biva prva stepenica prema vjenčanju. Tijekom sljedećih 6 godina još uvijek vanbračne veze buduća carica će roditi dvije kćerke Anu i Elizabetu čiji potomci će vladati carstvom sve do njegovog kraja. Imajući tada već dvoje djece i upitno potencijalno nasljeđivanje prestolonasljednika Alekseja, Petar je odlučio ozakoniti vezu vjenčanjem u veljači 1712. godine. Tijekom braka rodit će se još petoro djece, ali u čudnom obratu sudbine preživjet će do punoljetnosti samo vanbračna. Ta loša sreća oko zaključenja braka će se nastaviti tako da će Rusija morati zaključiti katastrofalni mir s Turskom jer su se Katarina i Petar našli nakon poraza u neprijateljskom okruženju bez šanse za spas.

## Carica
Iz razloga nikada objašnjenih 1724. godine car Petar Veliki je okrunio svoju suprugu za caricu i suvladara. Tu odluku nije bio promijenio niti veliki skandal koji izbija iste godine s caricom u njegovom središtu. Sudbina te krunidbe postaje slična sudbini vjenčanja pošto ubrzanom ritmom dolazi do općeg pogoršanja careva zdravlja. Da bi mu se spasio život u ljeto je bila izvedena operacija s navodnim uspjehom. Bez obzira na to u siječnju 1725. njegovo zdravlje se ponovno naglo pogoršava. Na dan smrti 8. veljače 1725. kada su svi očekivali da proglasi svoga nasljednika Petar Veliki poziva svoju kćer Anu. U doba kada je trebao reći ime nasljednika pred svjedocima on je izgubio glas i nedugo potom umro.
Po tadašnjem običaju carev nasljednik je bio njegov unuk Petar sin princa Alekseja, ali uz pomoć dvorske garde i dijela plemićkih krugova oko kneza Menšikova Katarina vrši državni udar i preuzima vlast. Cijena za to preuzimanje vlasti ubrzo postaje njeno prepuštanje plemićima u Vrhovnom tajnom savjetu pod rukovodstvom kneza Menšikova.
Bez obzira na to u njenom kratkom periodu vlasti carica je postala omiljena u narodu zbog svojih poklona vojnicima ili siromašnim stanovnicima zemlje (čiji zahtjevi su došli do nje).  S druge strane ona živi u luksuzu uživajući u neprekidnim zabavama, što joj je na kraju postalo prenaporno po zdravlje. Katarina I. umire u svojoj 43 godini života 17. svibnja 1727.
| Prethodnik:  | ruska carica | Nasljednik: |
| Petar Veliki | ruska carica | Petar II.   |